# إسماعيل الشافعي
إسماعيل الشافعي من مواليد 15 نوفمبر 1947 وهو أول لاعب مصري وعربي يحترف التنس ويصل لمرحلة العالمية، وهو رئيس الاتحاد المصري للتنس وعضو وشارك في 500 بطولة دولية ولعب ما يزيد على ألفي مباراة.
نال أربعة أوسمة من الطبقة الأولى تكريما له ورفع اسم مصر.

## الإعتزال
اعتزل إسماعيل الشافعي التنس في مارس 1983م.

## روابط خارجية
- إسماعيل الشافعي على موقع رابطة محترفي التنس (الإنجليزية)
- إسماعيل الشافعي على موقع الاتحاد الدولي لكرة المضرب (الإنجليزية)
- إسماعيل الشافعي على موقع كأس ديفيز (الإنجليزية)
- إسماعيل الشافعي على موقع بطولة ويمبلدون (الإنجليزية)
- إسماعيل الشافعي على موقع خلاصة التنس.كوم (الإنجليزية)